# Allotinus drumila
The Crenulate Darkie (Miletographa drumila) là một loài bướm ngày được tìm thấy ở India, thuộc họ Bướm xanh.